# 上山三十三観音
上山三十三観音（かみのやまさんじゅうさんかんのん）は、山形県上山市の観音霊場である。

## 概要
江戸時代中期の享保18年（1733年）に上山市内称念寺の九世良雲上人快全和尚の発願により、上山三十三か所の観音霊場巡りが始まったとされる。
各観音に御詠歌があり、山形市七日町にある光明寺の三十二世如海上人が詠んだものとされている。
上山三十三観音の本尊の観世音菩薩は、聖観音が21か所、十一面観音7か所、千手観音3か所、如意輪観音2か所。

## 霊場一覧
| No.    | 通称             | 本尊       | 御詠歌                                                             | 所在地              |
| ------ | ---------------- | ---------- | ------------------------------------------------------------------ | ------------------- |
| 1      | 湯の上観音       | 聖観音     | ちかひてし 上の山路に いづる湯の 見る音世をや すくふ御仏           | 上山市十日町9-29    |
| 2      | 長清水村観音     | 千手菩薩   | みな人の 心のあかを おのづから 洗ひきよむる 長しみづかな           | 上山市長清水1-7-28  |
| 3      | 高松村観音       | 聖観音     | あまつ風 音たか松に 雲はれて うき世のやみを てらす月かげ           | 上山市高松53        |
| 4      | 石曽根村観音     | 聖観音菩薩 | さざれ石 そねの岩ほほ 苔むして すくやみのりの はなのさむしろ       | 上山市石曽根        |
| 5      | 川口村岩松観音   | 聖観音     | 若松の 山のながれを ふだらくや 岸の川口 わたりいたらん             | 上山市川口1236      |
| 6      | 川口村いわや観音 | 如意輪観音 | なにごとの おわしますらん 音もせぬ 岩やがうちに なみだこぼるる     | 上山市川口37        |
| 7      | 小穴村観音       | 聖観音菩薩 | 小穴まで もらさでかげや 照らすらん 月日もくぜの ほかならばこそ     | 上山市小穴42        |
| 8      | 細谷村観音       | 聖観音     | あだとなる 心のあにを 御仏の 慈悲のほそやに いそぎおさむる         | 上山市細谷土籍4     |
| 9      | 下関根村観音     | 聖観音     | めぐり来て つれまつ下の 関の根に みのりとくとく 聞くほととぎす     | 上山市関根7         |
| 10     | 中関根村観音     | 聖観音     | 世の人の むくひのつみも ゆきかよふ 中の関根に 仏やはとむ           | 上山市相生92        |
| 11     | 上関根村観音     | 聖観音     | 御仏の みつる福寿を もろ人に 二世とあとふる かみの関根に           | 上山市三上12        |
| 12     | 皆沢村観音       | 聖観音     | 皆沢の たいなる花や かきつばた おらでたむける 後の世のため         | 上山市皆沢1029      |
| 13     | 楢下村観音       | 聖観音     | 夏山の ならの下葉を 吹く風に いく夜たび寝の 夢やさむると           | 上山市楢下1237      |
| 14     | 小笹村小豆森観音 | 観音岩     | くちせじな 岩のほとけに 二世かけて 小笹わけつつ いのるこの身を     | 上山市小笹          |
| 15     | 大門村観音       | 聖観音     | ときおける みのりおしへの 大門は きをもらさじと すくふ御仏         | 上山市大門28        |
| 16     | 菖蒲村観音       | 十一面観音 | さみだれや ふるのの沼の あやめくさ かりてたむける 後の世のため     | 上山市菖蒲          |
| 17     | 萱ケ平観音       | 聖観音     | くみて世を すくふちかいを 滝の上 たいず流るる かやがたひらに       | 上山市萱平 萱滝そば |
| 18     | 大久保村観音     | 十一面観音 | なへてみな 大久保とこそ 後の世の たか身をつへに いたる彼の岸       | 上山市久保川        |
| 19     | 小笹村観音       | 十一面観音 | わらたすき かけまくたのむ 後の世の 小笹しけれる みちはわすれじ     | 上山市小笹          |
| 20     | 牧野村観音       | 聖観音     | 後の世の たねをまきのに めぐり来て みつのねがひや みのる身のはて   | 上山市牧野          |
| 21     | 上生居村観音     | 十一面観音 | たのしみを きわむる国に ゆく身こそ なをたのみある 上生居なれ       | 上山市上生居        |
| 22     | 中生居村観音     | 十一面観音 | なかなかに 生れ居る身の 後の世も かわらずまもる たのめ御仏         | 上山市中生居126     |
| 23     | 下生居村観音     | 如意輪観音 | 松の葉に つつむ心も はつかしや さためなき世の 後の世のため         | 上山市下生居1       |
| 24     | 下生居村峯岸観音 | 聖観音     | 岩つつじ いわでも知るや 下生居 みねきしつつく 花のゆふらく         | 上山市下生居161     |
| 25     | 宮脇村観音       | 聖観音     | いのりなば すてぬちかひや 宮のわき 神も仏も うき世すくふと         | 上山市宮脇1017      |
| 26     | 宮脇村竹の下観音 | 聖観音     | 山きわの 竹の下みち つく杖に たひ寝いくよの ふしやこゑけん         | 上山市宮脇273       |
| 27     | 金沢村観音       | 十一面観音 | かねさわの ふゑなる姿 むまれぬる ほとけのおしえ いのれ世の中       | 上山市金生          |
| 28     | 永野村観音       | 聖観音     | あしひきの ながのの村に めくり来て ほりきりかよふ 道はふだらく     | 上山市永野堀切      |
| 29     | 小倉村観音       | 聖儔観音   | いくよふる をぐらのもみぢ 夏しげみ たよるこかげや すずしかるらん   | 上山市小倉          |
| 30     | 権現堂村観音     | 聖観音     | 世のために かりにあらはれ たかとしの かけてたすくる わらだすきかな | 上山市権現堂19      |
| 31     | 芦の口観音       | 千手観音   | 生れくる この身はなには あしのくち のちの世よしや いのるもろ人     | 上山市権現堂384     |
| 32     | 金谷村観音       | 千手観音   | 後の世を いのるねかいや かな屋なる 千手のはすの 花むこふまで       | 上山市金谷          |
| 33     | 北町観音         | 十一面観音 | わらだすき 外原森を あとに見て みのりのにわに ここにきたまち       | 上山市北町本丁1-1   |
| 番外   | 柳下観音         | 聖観音     | もらさしと 世のわかくさを めにかけて 柳の下に すくふみほとけ       | 上山市中生居34      |
| 元札納 | 外原観音         | 十一面観音 | わらたすき 外原森を あとにして みのりのにわの ここにきたまち       | 上山市弁天2-5-2     |